# Notable, donc coupable
Pour plus de détails, voir Fiche technique et Distribution.
Notable donc coupable est un téléfilm français en deux parties réalisé par Francis Girod et terminé par Dominique Baron en 2006. Il revient sur l'affaire Alègre dans un scénario à clef. Il dure 173 minutes.

## Synopsis
Le film retrace sous la forme d'une fiction l'affaire Alègre où Dominique Baudis, président du CSA, subit un emballement médiatique au printemps 2003 en étant associé au nom du tueur en série toulousain Patrice Alègre. Baudis est accusé d'avoir participé à des soirées masochistes avec Alègre.

## Fiche technique
- Réalisateur : Francis Girod et Dominique Baron
- Scénario : Marc Guilbert, Marie-France Etchegoin et Matthieu Aron
- Musique : Thierry Malet
- Photographie : Thierry Jault
- Décors : Isabelle Quillard
- Son : Henri Morelle et Claude Villand
- Montage : Gilles Volta et Isabelle Dedieu
- Dates de sortie :
  - le 15 septembre 2007, au festival de la fiction TV de La Rochelle
  - le 2 octobre 2007 sur France 2 (première partie)
  - le 3 octobre 2007 sur France 2 (seconde partie)

## Distribution
- Charles Berling : Fabien Borda
- Rachida Brakni : Claire Laris
- Lio : Cynthia
- Marie Matheron : Caroline
- Aurélien Recoing : Maurice Dallard
- Philippe Le Dem : Fabrice Fornier
- Isabelle Renauld : Véronique Bailly
- Yvon Back : Jean-Charles Labor
- Caroline Proust : Hélène Borda
- François Loriquet : Maxime Constant
- Renaud Danner : Franck Ortelli
- Bernard Montiel : Le Bihan
- Gérard Rinaldi : Norbert Cordier
- Jean-Michel Ribes : Yves Kalman
- Mathieu Bisson : François Calmels
- Lakshan Abenayake : Hippolyte Dupas
- François Loriquet : Maxime Constant
- Jean-Damien Barbin : Alain Janier
- Benoît Allemane : Juge Chapelain
- Antoine de Caunes : Jacky Rossi

## Contexte du film
L'histoire est tirée de l'ouvrage Le Bûcher de Toulouse. D'Alègre à Baudis : histoire d'une mystification des journalistes Matthieu Aron et Marie-Françoise Etchegoin et publié en 2005. Le personnage de Fabien Bora s'inspire très clairement de Dominique Baudis.
Le téléfilm fait polémique pour plusieurs raisons. Le collectif Stop à la mystification (regroupant familles de victimes et protagonistes directs de l'affaire) demande l'annulation de la diffusion. Certains journalistes de France 2 critiquent le personnage de journaliste de Vision 2 visant à nuire au professionnalisme de cette rédaction à cause de l'affaire,.